# Linfoma a grandi cellule anaplastico
La locuzione linfoma a grandi cellule anaplastico (o ALCL dall'inglese anaplastic large cell lymphoma) identifica un tipo di linfoma non Hodgkin strettamente associato a riarrangiamenti che interessano il cromosoma 2, con formazione di una proteina chimerica NPM-ALK avente attività tirosin-chinasica costitutiva.

## Classificazione
Il linfoma a grandi cellule anaplastico fa parte delle neoplasie delle cellule T periferiche; infatti, benché in precedenza venisse confuso con un'istiocitosi maligna o un carcinoma indifferenziato, le cellule che compongono la neoplasia sono positive per il CD30, un marker delle cellule linfoidi attivate.

## Epidemiologia
Questo tipo di linfoma è uno dei più frequenti tipi di neoplasie delle cellule T e costituisce circa il 2% di tutti i linfomi non Hodgkin. Colpisce prevalentemente gli uomini e ha un'età media di insorgenza di 34 anni. Deve essere inoltre specificato che i riarrangiamenti che coinvolgono ALK insorgono prevalentemente nei bambini e nei giovani e hanno una prognosi migliore. Viceversa, linfomi ascrivibili al linfoma a grandi cellule anaplastico ma negativi per riarrangiamenti del gene ALK, hanno un comportamento simile ai linfomi a cellule T periferiche, con prognosi sfavorevole. Uno studio del 2008 ha inoltre dimostrato una maggiore prevalenza nelle donne sottoposte ad interventi di mastoplastica additiva con protesi al silicone.

## Anatomia patologica
Il tessuto neoplastico si caratterizza per un elevato grado di anaplasia, con grandi cellule rotondeggianti od ovalari, con ampio citoplasma e nuclei a ferro di cavallo ("hallmark cells"). Le cellule si raggruppano tipicamente intorno alle venule e si caratterizzano per la tendenza ad infiltrare i seni linfoidi. Può essere inoltre presente una reazione simil-granulomatosa (sottotipo "sarcomatoide"). La diagnosi istotipica si basa sulla positività per il marcatore CD30 e sulla colorazione immunoistochimica in grado di dimostrare l'espressione della proteina ALK.

## Profilo clinico
Circa la metà dei pazienti possono presentare sintomi d'esordio generici quali febbre ed astenia. Molto frequentemente è presente coinvolgimento cutaneo, raro è il coinvolgimento dell'apparato gastroenterico e del midollo osseo. In circa il 50% dei casi può essere inoltre presente un incremento dell'LDH.

## Terapia
Come già spiegato, è importante valutare la presenza di riarrangiamenti che coinvolgono il locus ALK; la positività per questi ultimi migliora infatti il profilo prognostico.
Come per altri linfomi, la terapia di attacco consiste in radio e chemioterapia. Quest'ultima si avvale dello schema CHOP che comprende:
- Ciclofosfamide
- Doxorubicina
- Vincristina
- Prednisone

Tale schema rende possibile una percentuale di guarigione del 75-80% nei soggetti ALK+ e del 30-50% nei soggetti ALK-.
Terapie sperimentali, non ancora correttamente dimostrate come efficaci o con un corretto profilo di sicurezza, sono l'utilizzo di crizotinib, un antagonista del prodotto di fusione NPM1/ALK, e il brentuximab, un anticorpo monoclonale anti-CD30.